# 1822 en santé et médecine
| Années de la santé et de la médecine : 1819 - 1820 - 1821 - 1822 - 1823 - 1824 - 1825    |
| Décennies de la santé et de la médecine : 1790 - 1800 - 1810 - 1820 - 1830 - 1840 - 1850 |

Cet article présente les faits marquants de l'année 1821 en santé et médecine.

## Événements
- Un trappeur canadien, Alexis Saint-Martin, est grièvement blessé au ventre dans un accident. Il en garde une fistule permettant de voir l'intérieur de son estomac. Un chirurgien militaire, William Beaumont, le soignera et le gardera, contre rémunération et en échange d'autres services, pour observer ce qui s'y passe[1].

### Épidémies
- Mai : une épidémie de choléra met un terme à l'expansion des armées du chah de Perse Fath Ali Shah Qajar dans la région du Kurdistan et de l’Anatolie orientale[2].

## Naissances
- 8 mars : 
  - Charles Frédéric Girard (mort en 1895), médecin et zoologiste américain d'origine française.
  - Ignacy Łukasiewicz (mort en 1882), pharmacien et chimiste polonais, pionnier de l'industrie pétrolière.
- 27 décembre : Louis Pasteur (mort en 1895), chimiste et physicien français, célèbre pour son rôle dans l'histoire de la médecine.

## Décès
- 8 février : Guillaume Laënnec (né en 1748), médecin français, oncle de René Laënnec (1881-1826).